# 小行星1351
小行星1351（1351 Uzbekistania）是一颗围绕太阳公转的小行星。1934年10月5日，格利果利·N·諾伊明在克里米亚发现了此天体。
該小行星以亞洲國家烏茲別克命名。
这颗小行星的绝对星等为60.2637089871543等。